# Chelsea bun
Il Chelsea bun è un tipo di panino al ribes realizzato per la prima volta nel XVIII secolo presso la Bun House di Chelsea, un locale preferito dai reali di Hannover. Il negozio fu demolito nel 1839.
Il panino è composto da una pasta lievitata aromatizzata con scorza di limone, cannella o spezie miste. Prima di essere arrotolato a forma di spirale quadrata, l'impasto viene spalmato con un composto di ribes, zucchero di canna e burro. Il processo di preparazione di questo panino è molto simile a quello coinvolto nella produzione del rotolo alla cannella. Dopo essere stato cotto, il panino Chelsea viene tradizionalmente glassato con sciroppo (o acqua fredda e zucchero). Viene glassato mentre è ancora caldo in modo che l'acqua evapori e lasci una glassa di zucchero appiccicosa, rendendo il panino molto più dolce.